# Schnitzer Ignác
Schnitzer Ignác, külföldön Ignaz Schnitzer (Récse, 1839. december 4. – Bécs, 1921. június 18.) magyar származású osztrák újságíró, színműíró, műfordító, librettista.

## Élete
Egyetemi tanulmányait Pesten folytatta, ahol filozófiát hallgatott, de nem sokkal később újságíróként kezdett tevékenykedni. 1857-től Bécsben élt, és több újságban jelentek meg cikkei, mint a Pester Lloyd, a Fremden-Blatt, illetve szerkesztője volt a Der Fortschritt című lapnak. 1867-ben visszaköltözött Pestre, és a Bécsi Debatte szerkesztőségi tagja lett. 1869-ben Bródy Zsigmonddal megalapította a Neues Pester Journal napilapot, amelyet egy évtizeden keresztül főszerkesztőként irányított. Emellett magyar színműveket dolgozott át német színpadokra. 1879-ben lefordította Szigligeti Ede Rózsa című történelmi vígjátékát a bécsi Burgtheater és Jókai Mór Hős Pálffy című művét a Carltheater számára.
Miután eladta a Neue Pester Journal lapnál lévő részesedését, 1881-ben visszaköltözött Bécsbe, ahol elsősorban librettistaként és műfordítóként dolgozott. Külön elismerésben részesült Petőfi Sándor műveinek német nyelvre történő fordításáért. Fordítói tevékenységéért a Kisfaludy Társaság és a Petőfi Társaság kültagjai közé választotta. Az ifj. Johann Strausszal való barátságának köszönhetően ő írta A cigánybáró című művének librettóját.
A Steiner Gábor által alapított Venedig in Wien vidámpark létrehozásában is részt vett, s közreműködött új látványosságok, például az óriáskerék megépíttetésében. Az ő kezdeményezésére létesült 1898-ban I. Ferenc József uralkodásának ötvenedik évfordulójára a "Ferenc József császár és kora" című kolosszális körkép, melyet Philipp Fleischer készített és Bécsben mutattak be egy kifejezetten a kép számára emelt épületben.
Sírja a budapesti Kerepesi úti izraelita temetőben (mai nevén Salgótarjáni Utcai Zsidó Temető) található.

## Magánélete
Házastársa Lasky Gabriella (1846. április 10., Gyöngyös – Bécs, 1913. szeptember 28.) volt, Lasky János Gyula orvos lánya, akit 1866. november 11-én Pesten vett nőül.

## Művei

### Librettók
- Joggeli. Opera 3 felvonásban. Zenéjét szerezte. Wilhelm Taubert (1853)
- Muzzedin. Opera 2 felvonásban. Zenéjét szerezte: Siegmund Bachrich (1883)
- Der Goldmensch (Az arany ember). színdarab 5 részben Jókai Mór regénye alapján. Zenéjét szerezte: Adolf Müller junior (1885)
- A cigánybáró. Operett 3 felvonásban Jókai Mór elbeszélése alapján. Zenéjét szerezte: ifj. Johann Strauss (1885)
- Rafaela. Vígopera 3 felvonásban. Írta: Adolph Schirmer és Schnitzer Ignác. Zenéjét szerezte: Max Wolf (1886)
- Das Orakel. Operett 3 felvonásban. Csiky Gergely műveinek nyomán. Zenéjét szerezte: ifj. Josef Hellmesberger (1889)
- Die Königsbraut (A király arája). Romantikus vígopera 3 felvonásban. Zenéjét szerezte: Robert Fuchs (1889)
- Die Salzburger Glocken. Mozart-darab 4 képben. Írta: Schnitzer Ignác és Sigmund Schlesinger. Nincs megzenésítve. (1890 körül)
- Husarenblut. (másképp Die Dorfrichterin). Operett 3 felvonásban. Zenéjét szerezte: Hugo Felix (1894)
- Die Venus von Murán. Opera 3 felvonásban. Írta: Schnitzer Ignác és und Verő György. Nincs megzenésítve. (1900 körül)
- Kaspar (másnéven Der schöne Kaspar). Operett 3 felvonásban. Szövegét írta: F. Zell és Schnitzer Ignác. Zenéjét szerezte: Josef Bayer (1902)
- Bruder Straubinger (A vándorlegény). Operett 3 felvonásban. Írta: Moritz West és Schnitzer Ignác. Zenéjét szerezte: Edmund Eysler (1903)
- Pufferl. Operett 3 felvonásban. Írta: Sigmund Schlesinger és Schnitzer Ignác. Zenéjét szerezte: Edmund Eysler (1905)
- Der Elektriker. Operett 3 felvonásban. Írta: Sigmund Schlesinger és Schnitzer Ignác. Zenéjét szerezte: Carl Josef Fromm (1906)
- Tip Top. Operett 3 felvonásban. Írta: Schnitzer Ignác és Sigmund Schlesinger. Zenéjét szerezte: Josef Stritzko (1907)
- Kreolenblut (Kreolvér). Operett 3 felvonásban. Írta: Schnitzer Ignác és Emerich von Gatti. Zenéjét szerezte: Heinrich Berté (1910)

### Dalszövegek
- Seltsame Geschichte (Furcsa történet). Sanzon. Szövege Petőfi Sándor műve alapján. Zenéjét szerezte: Laszky Béla.
- Vater Radetzky ruft! Katonadal. Zenéjét szerezte: Lehár Ferenc (1914)